# Cytheropteron newportense
Cytheropteron newportense är en kräftdjursart som beskrevs av Crouch 1949. Cytheropteron newportense ingår i släktet Cytheropteron och familjen Cytheruridae. Inga underarter finns listade i Catalogue of Life.